# Megaselia paula
Megaselia paula är en tvåvingeart som beskrevs av Borgmeier 1969. Megaselia paula ingår i släktet Megaselia och familjen puckelflugor. Inga underarter finns listade i Catalogue of Life.